# Lithophyllum hancockii
Lithophyllum hancockii E.Y. Dawson, 1944 é o nome botânico de uma espécie de algas vermelhas pluricelulares do gênero Lithophyllum, família Corallinaceae.
- São algas marinhas encontradas na Califórnia e no México (Pacífico).

## Sinonímia
- Não apresenta sinônimos.